# Warschauer Kreis

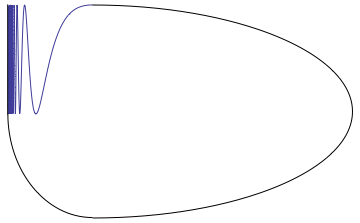
Warschauer Kreis

In der Mathematik ist der Warschauer Kreis (benannt nach der Wirkungsstätte seines Entdeckers Karol Borsuk) ein topologischer Raum, der unter anderem als Gegenbeispiel für Verallgemeinerungen verschiedener topologischer Lehrsätze von CW-Komplexen auf beliebige topologische Räume dient.

## Konstruktion
Als Warschauer Kreis bezeichnet man eine abgeschlossene Teilmenge {\displaystyle W\subset \mathbb {R} ^{2}} der Ebene, die aus einem Teil des Graphen {\displaystyle y=\sin({\tfrac {1}{x}})} und der Strecke {\displaystyle Y=\left\{(x,y)\colon x=0,-1\leq y\leq 1\right\}} der y-Achse durch Hinzufügen einer beide Teile verbindenden Kurve entsteht.

## Eigenschaften
- {\displaystyle W} ist kein CW-Komplex und auch nicht homotopieäquivalent zu einem CW-Komplex.
- {\displaystyle W} ist nicht lokal wegzusammenhängend.
- {\displaystyle W} ist einfach zusammenhängend.
- Die Čech-Homologie {\displaystyle {\breve {H}}_{*}(W)} und Čech-Kohomologie {\displaystyle {\breve {H}}^{*}(W)} von {\displaystyle W} stimmt mit der des Kreises überein. Die singuläre Homologie und Kohomologie von {\displaystyle W} sind jedoch trivial.[2] (Hingegen ist für Räume vom Homotopietyp eines CW-Komplexes die Čech-Kohomologie stets zur singulären Kohomologie isomorph.)
- {\displaystyle W} hat keine universelle Überlagerung. Die verallgemeinerte universelle Überlagerung {\displaystyle {\widetilde {W}}} ist ein halboffenes Intervall.
- Die verallgemeinerte universelle Überlagerung {\displaystyle {\widetilde {W}}\to W} ist eine Faserung und hat die eindeutige Hochhebungseigenschaft (zu jedem Weg existiert eine eindeutige Hochhebung). Sie ist aber (wegen {\displaystyle {\breve {H}}^{1}(W)\not =0}) kein Homöomorphismus und kann demzufolge (wegen {\displaystyle \pi _{1}W=0}) auch keine Überlagerung sein.
- Der Quotientenraum {\displaystyle W/Y} ist homöomorph zum Kreis {\displaystyle S^{1}}, die Quotientenabbildung {\displaystyle W\to S^{1}} kann nicht zu einer Abbildung {\displaystyle W\to \mathbb {R} ^{1}} hochgehoben werden. Dies ist zum einen bemerkenswert, weil wegen {\displaystyle \pi _{1}W=0} der induzierte Homomorphismus {\displaystyle \pi _{1}W\to \pi _{1}S^{1}} selbstverständlich zu einem Homomorphismus {\displaystyle \pi _{1}W\to \pi _{1}\mathbb {R} ^{1}} hochgehoben werden kann. Zum anderen beweist es, dass die Abbildung {\displaystyle W\to S^{1}} nicht nullhomotop ist (denn die Projektion {\displaystyle \mathbb {R} ^{1}\to S^{1}} ist eine Serre-Faserung), es gilt also für {\displaystyle W} nicht die für CW-Komplexe bekannte Beziehung, dass Homotopieklassen von Abbildungen {\displaystyle W\to S^{1}} durch die singuläre Kohomologie {\displaystyle H^{1}(W;\mathbb {Z} )} klassifiziert werden.
- Es gibt eine Faserung {\displaystyle F\to E\to B} mit Basis {\displaystyle B=W}, in der {\displaystyle F} und {\displaystyle E} den Homotopietyp eines CW-Komplexes haben, die Basis {\displaystyle W} aber nicht.[3] (Hingegen ist bekannt, dass {\displaystyle F} den Homotopietyp eines CW-Komplexes hat, wenn dies auf {\displaystyle E} und {\displaystyle B} zutrifft und dass {\displaystyle E} den Homotopietyp eines CW-Komplexes hat, wenn dies auf {\displaystyle F} und {\displaystyle B} zutrifft.) Weiterhin sind in dieser Faserung {\displaystyle F} und {\displaystyle E} kontrahierbar, die Basis {\displaystyle W} aber nicht.[4]